# Archidiecezja Manaus
Archidiecezja Manaus (łac. Archidioecesis Manaënsis, port. Arquidiocese de Manaus) – rzymskokatolicka archidiecezja ze stolicą w Manaus w stanie Amazonas, w Brazylii. Arcybiskupi Manaus są również metropolitami metropolii o tej samej nazwie.
W 2011 w archidiecezji służyło 127 zakonników i 171 sióstr zakonnych.

## Historia
27 kwietnia 1892 papież Leon XIII bullą Ad universas orbis erygował diecezję amazońską. Dotychczas wierni z tych terenów należeli do diecezji Belém do Pará (obecnie archidiecezja Belém do Pará).
Jednostki wydzielone z diecezji amazońskiej:
- 15 sierpnia 1907 - opactwo terytorialne Nossa Senhora do Monserrate do Rio de Janeiro (obecnie nieistniejące)
- 23 maja 1910:
  - prefektura apostolska Alto Solimões (obecnie diecezja Alto Solimões)
  - prefektura apostolska Tefé (obecnie prałatura terytorialna Tefé)
- 15 grudnia 1915 - diecezja Caratinga
- 4 października 1919 - prałatura terytorialna Acre i Purus (obecnie diecezja Rio Branco)
- 1 maja 1925:
  - prałatura terytorialna Porto Velho (obecnie archidiecezja Porto Velho)
  - prałatura terytorialna Lábrea

16 lutego 1952 papież Pius XII wyniósł diecezję amazońską do rangi archidiecezji metropolitarnej i nadał jej obecną nazwę.
Jednostki wydzielone z archidiecezji Manaus:
- 12 lipca 1955 - prałatura terytorialna Parintins (obecnie diecezja Parintins)
- 26 czerwca 1961 - prałatura terytorialna Humaitá (obecnie diecezja Humaitá)
- 13 lipca 1963:
  - prałatura terytorialna Borba
  - prałatura terytorialna Coari
  - prałatura terytorialna Itacoatiara

W 1980 archidiecezję odwiedził papież Jan Paweł II.

## Ordynariusze

### Biskupi amazońscy
- José Lourenço da Costa Aguiar (1894 - 1905)
- Frederico Benício de Souza e Costa (1907 - 1914)
- João Irineu Joffily (1916 - 1924) następnie mianowany arcybiskupem Belém do Pará
- José Maria Perreira Lara (1924) następnie mianowany biskupem Santos
- Basilio Manuel Olimpo Pereira OFM (1925 - 1941)
- José da Matha de Andrade y Amaral (1941 - 1948) następnie mianowany biskupem Niterói
- Alberto Gaudêncio Ramos (1948 - 1952)

### Arcybiskupi Manaus
- Alberto Gaudêncio Ramos (1952 - 1957) następnie mianowany arcybiskupem Belém do Pará
- João de Souza Lima (1958 - 1980) następnie mianowany koadiutorem prymasa Brazylii, arcybiskupa São Salvador da Bahia
- Milton Corrêa Pereira (1981 - 1984)
- Clóvis Frainer OFMCap (1985 - 1991) następnie mianowany arcybiskupem Juiz de Fora
- Luiz Soares Vieira (1991 - 2012)
- Sérgio Eduardo Castriani CSsP (2012 - 2019)
- Leonardo Ulrich Steiner (od 2019)